# Gustave Doré
Paul Gustave Doré (n. 6 ianuarie 1832, Strasbourg, Franța – d. 23 ianuarie 1883, Paris, Franța) a fost un pictor și grafician francez, care a devenit renumit prin gravurile sale.

## Date biografice
Talentul de desenator al tânărului Doré a fost remarcat încă de pe băncile școlii. La vârsta de șapte ani, Gustave putea să cânte la mai multe instrumente muzicale, el fiind un violonist virtuos. Când avea nouă ani, a încercat să realizeze o gravură a operei lui Dante Alighieri, Divina Comedie.
În 1847, Gustave Doré avea 15 ani, când a fost angajat ca grafician la revista Journal pour rire din Paris. Desenele lui din ciclul Muncile lui Hercule au fost publicate de o editură din Paris, el fiind angajat în 1853 pentru a ilustra cartea lui George Gordon Byron. Ulterior, el va ilustra cărți ca: "Biblia engleză", Don Quijote, sau poemul The Raven. Gustave Doré a semnat un contract pe cinci ani cu editura engleză "Grant & Co." pentru suma de 10.000 de lire sterline.
În 1872 este publicată, la Londra, cartea A Pilgrimage care conține 180 de gravuri ale lui Doré. El lucrează în continuare, cu toate că era criticat din cauza faptului că gravurile sale prezentau frecvent scene din viața săracă a proletariatului. La data de 23 ianuarie 1883, Gustave Doré moare în Paris în urma unui infarct.

## Galerie de imagini

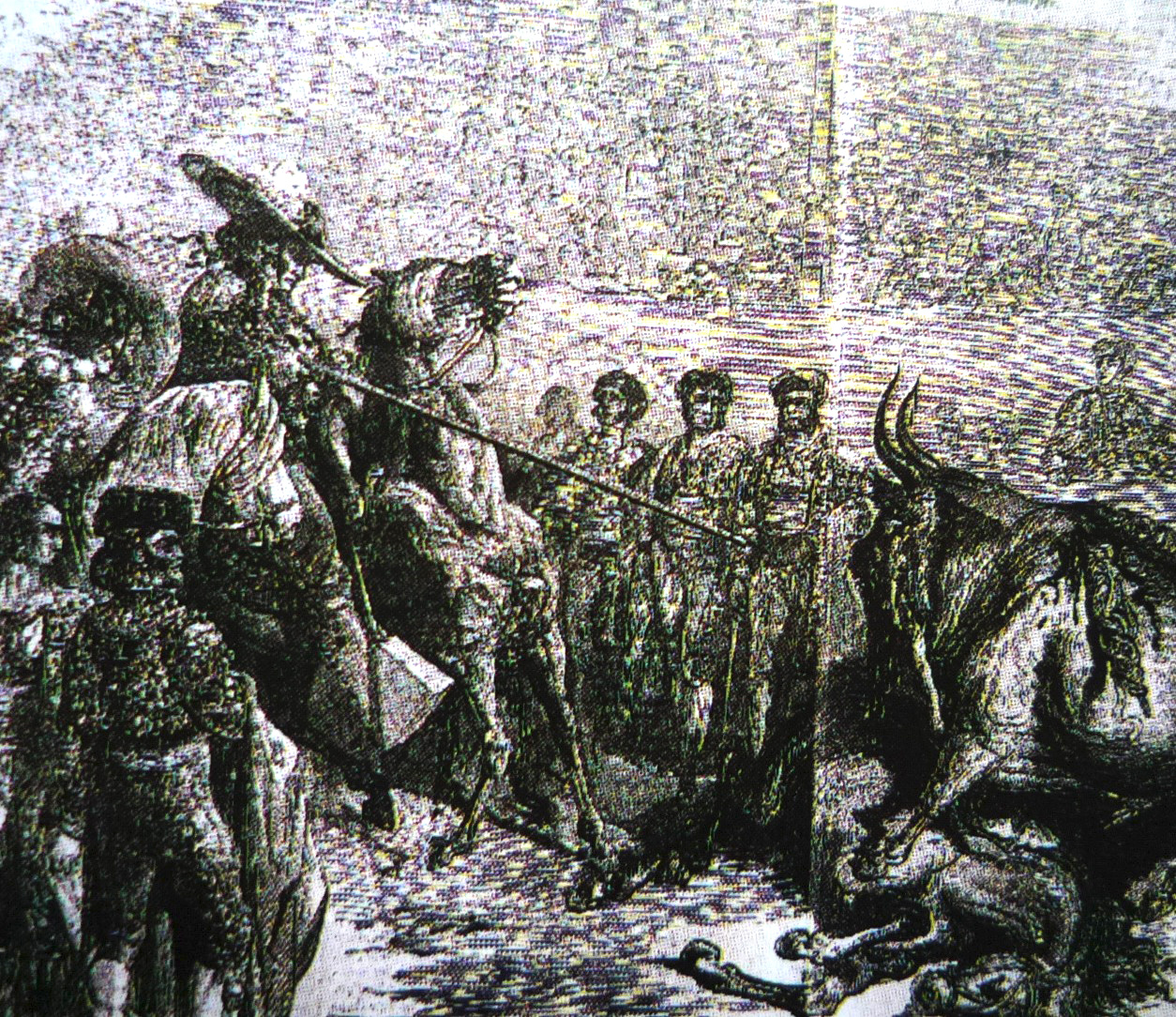
Corida (1960)
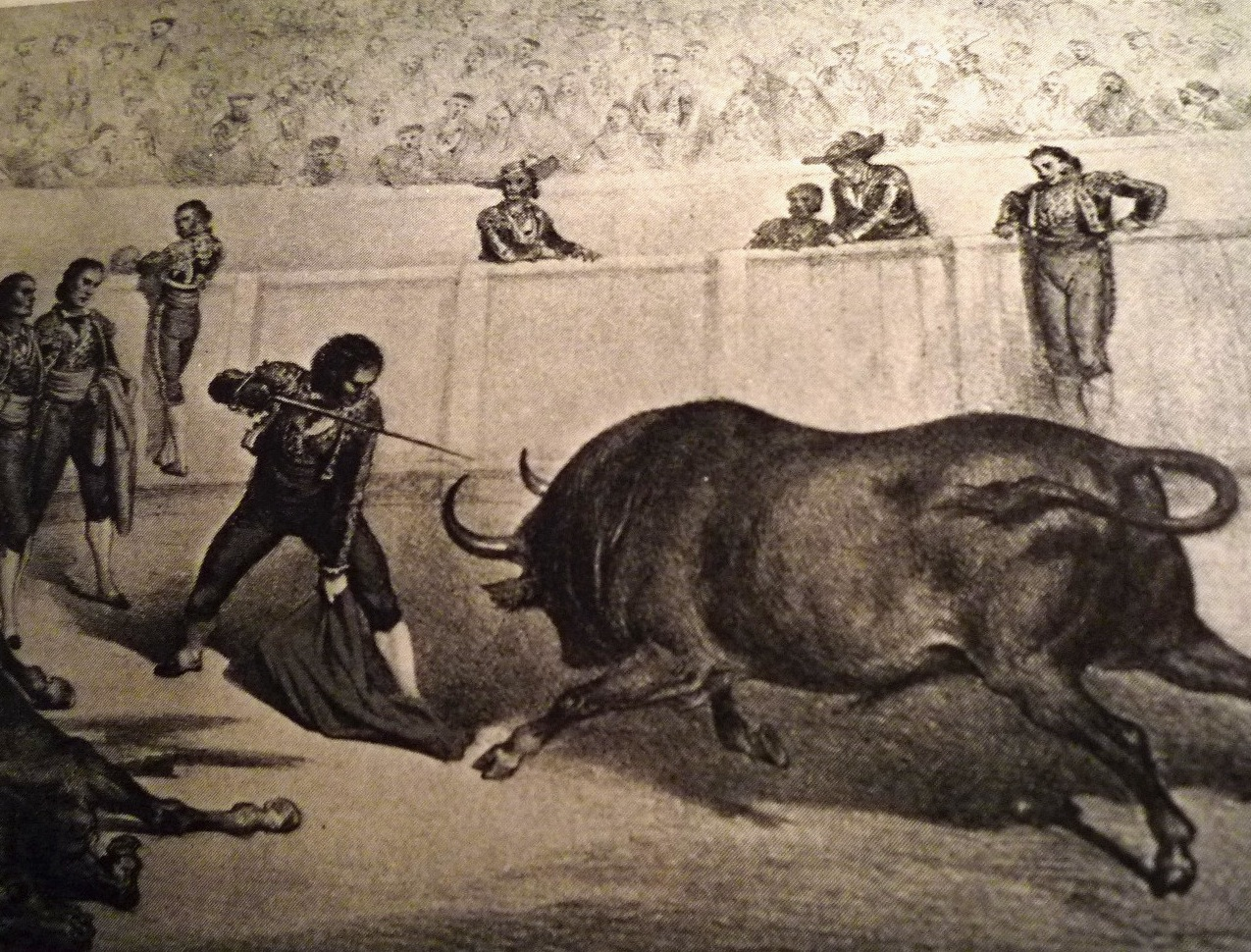
Estocada
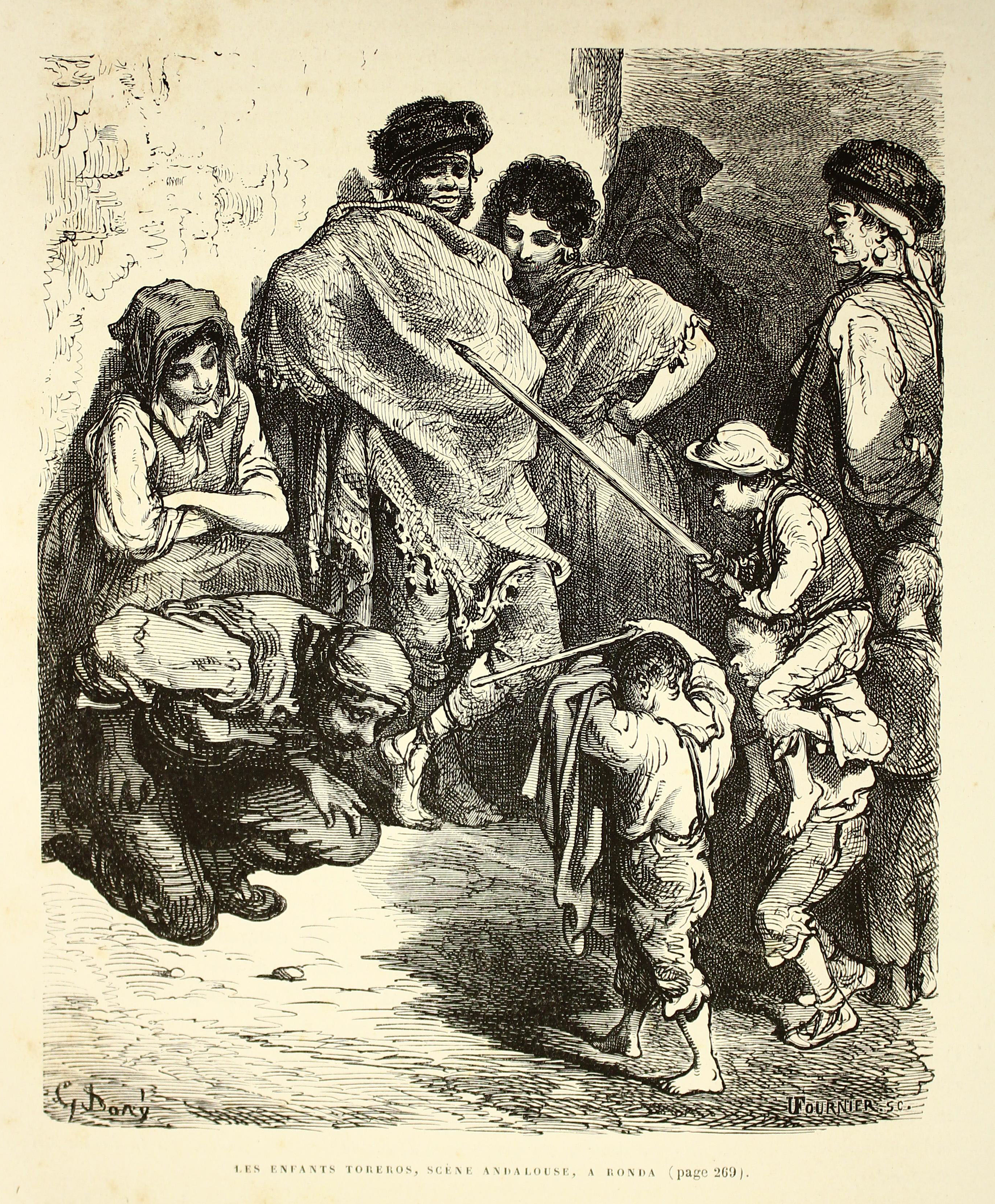
Copii toreadori, scenă andaluză în Ronda
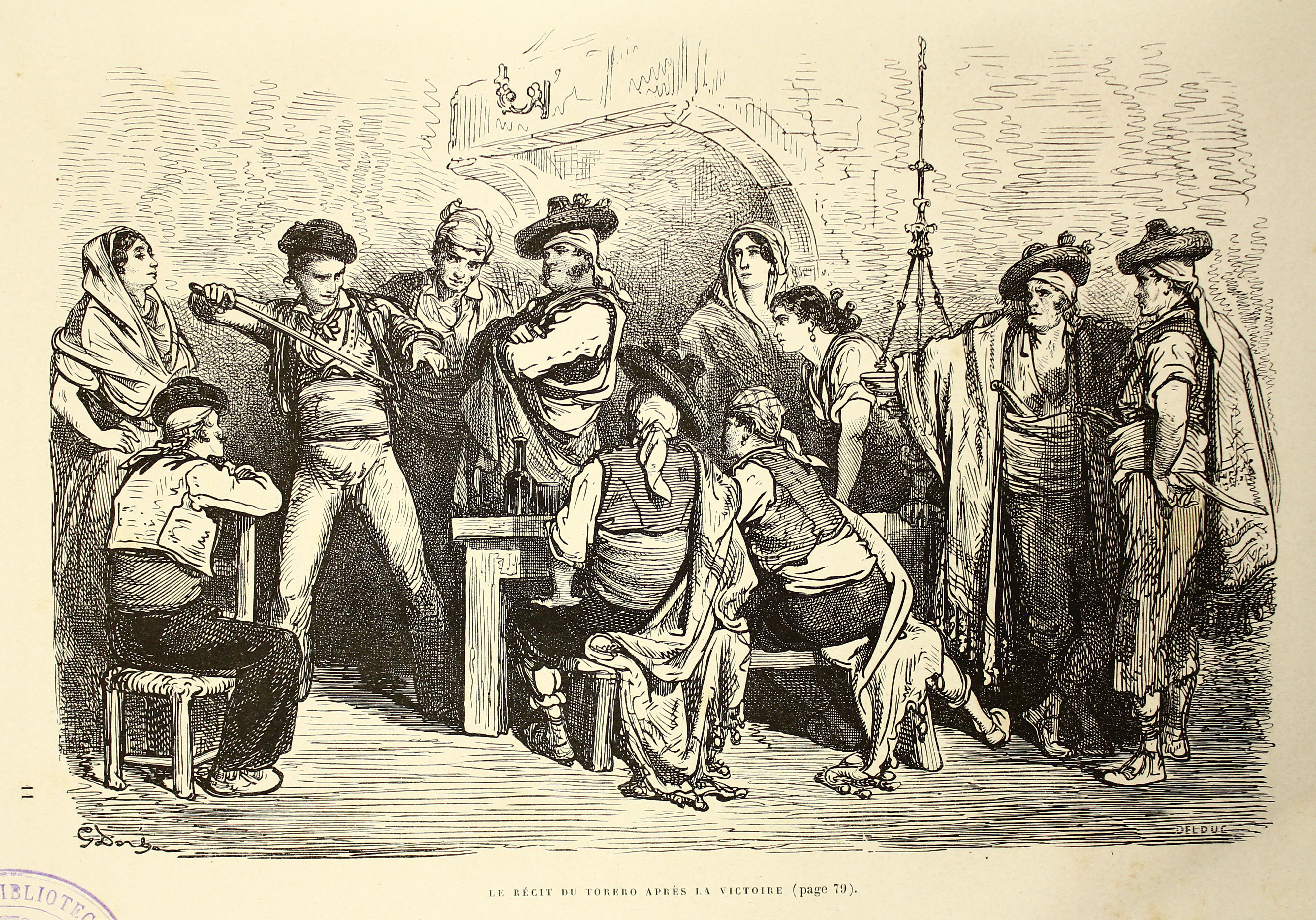
Relatarea toreadorului după victorie
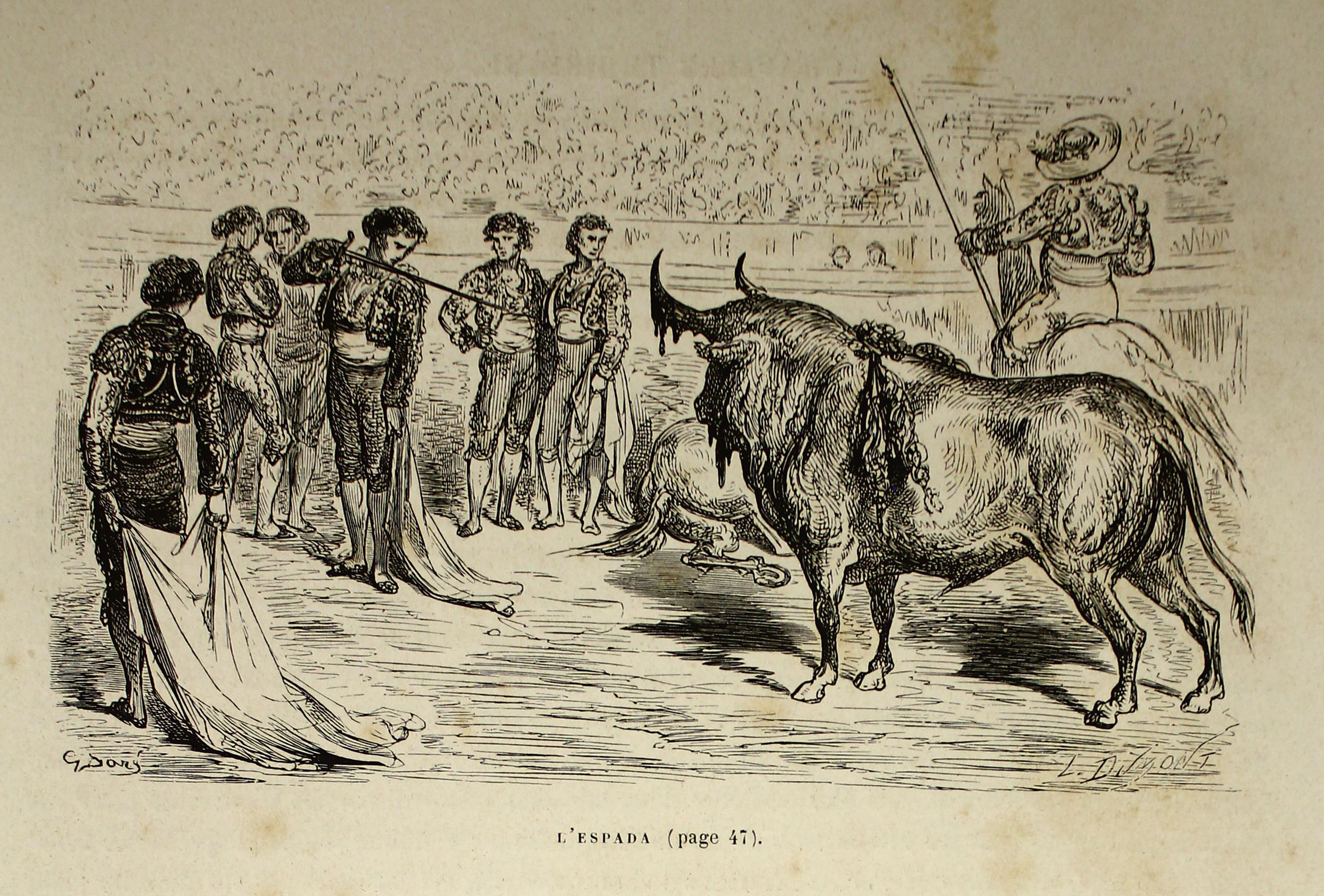
"L´espada"
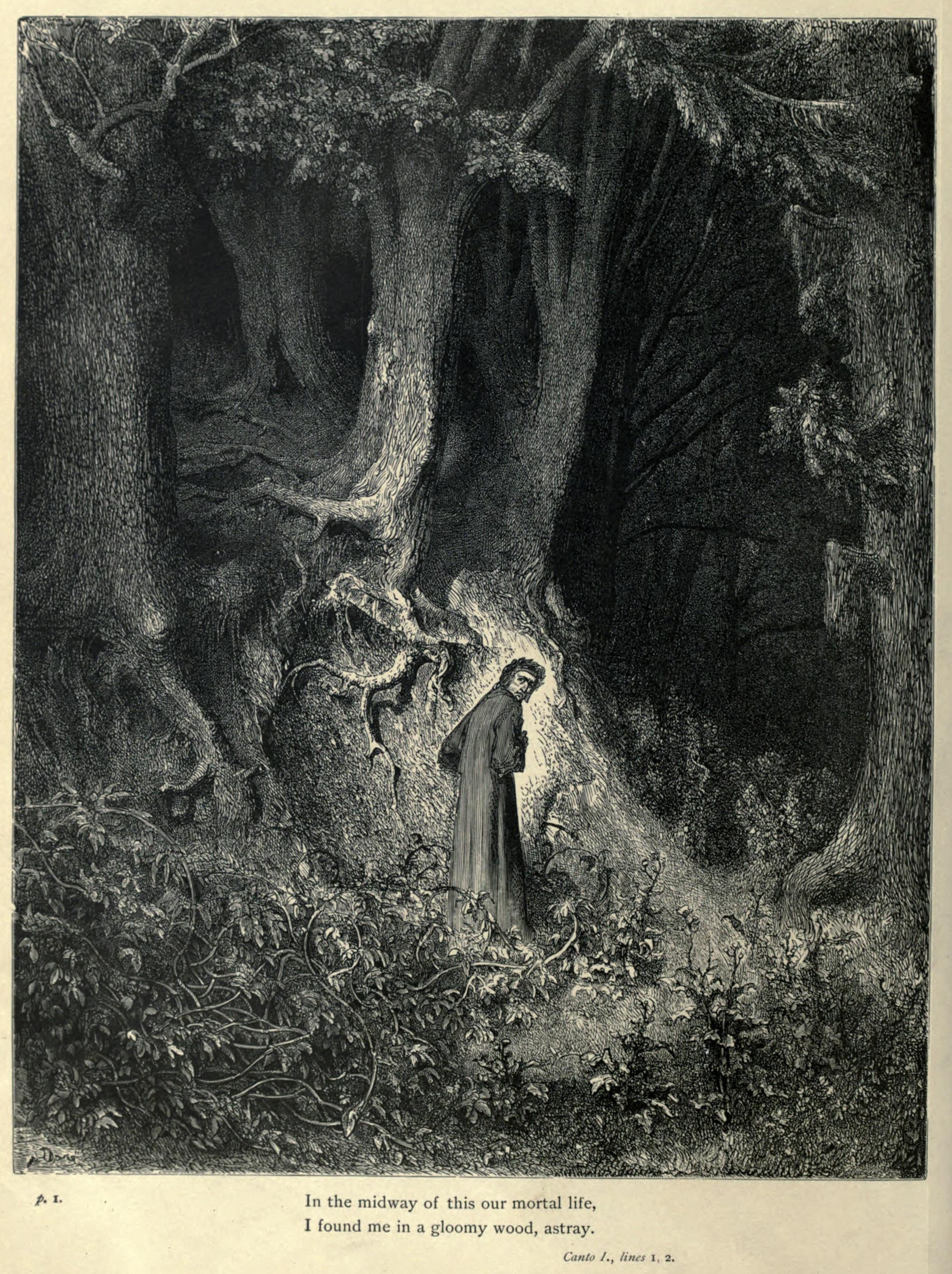
Cântul I din Divina Comedie, Infernul
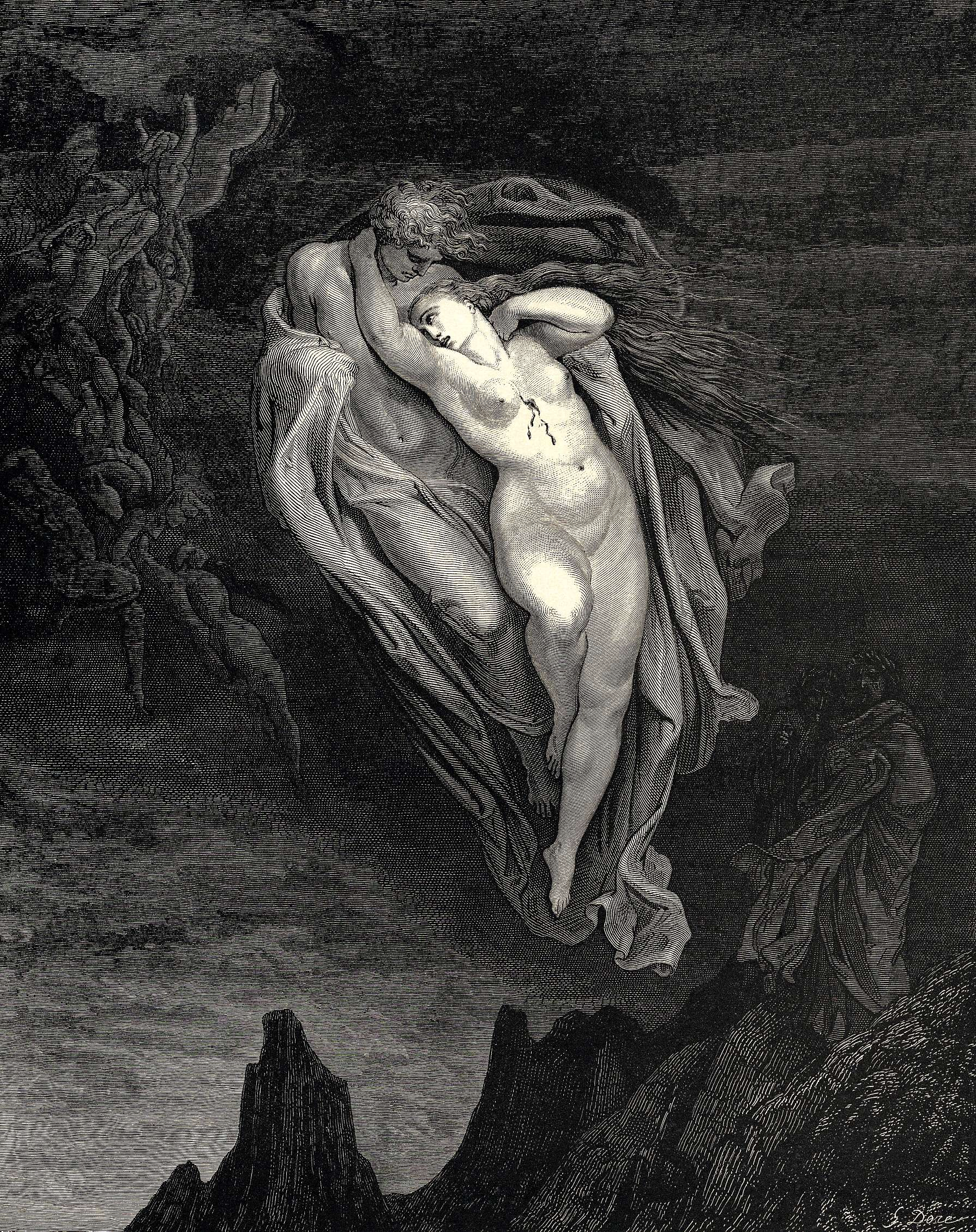
Francesca și Paolo da Rimini, Cântul V din Divina Comedie, Infernul
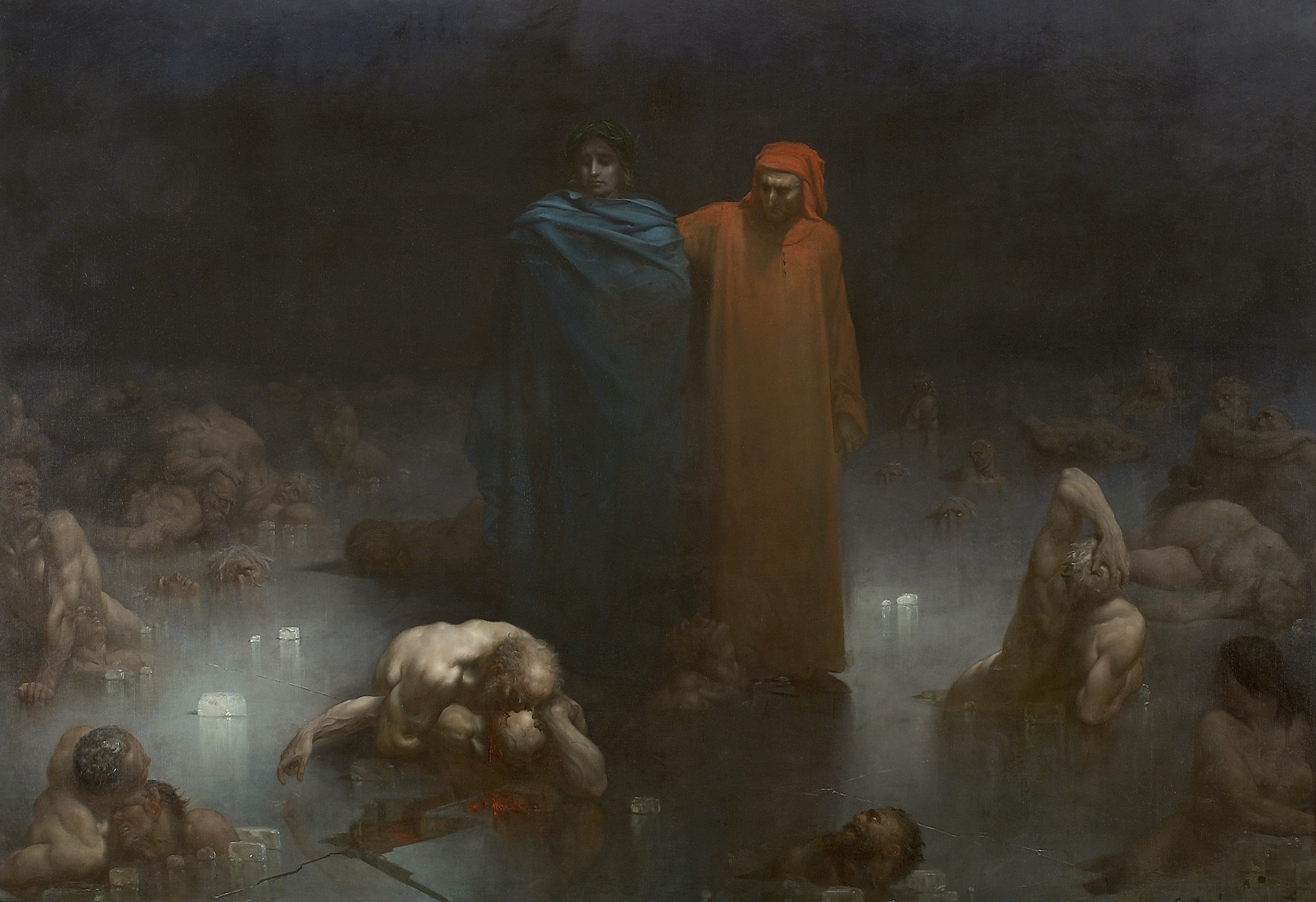
Dante și Vergiliu, Cântul 32 din Divina Comedie, Infernul
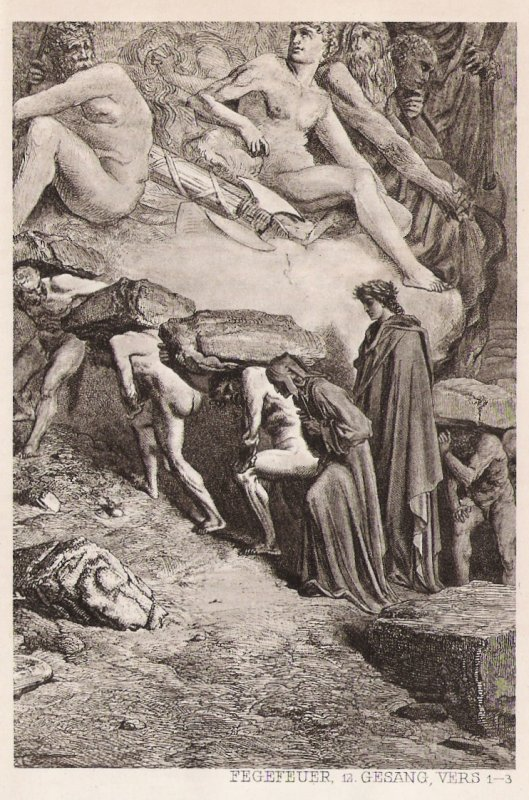
Divina Comedie, Purgatoriul
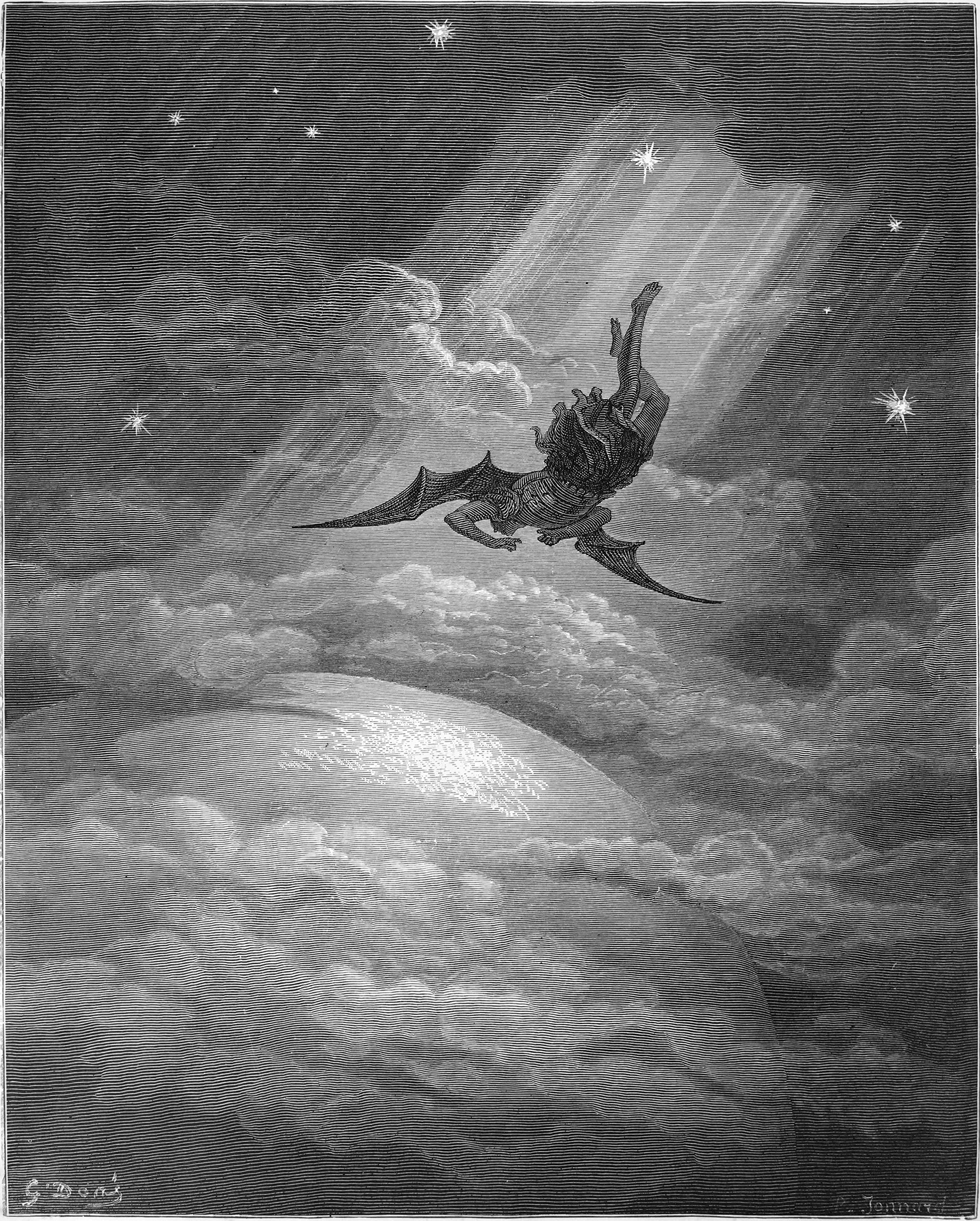
Căderea Diavolului, Milton: Paradise Lost
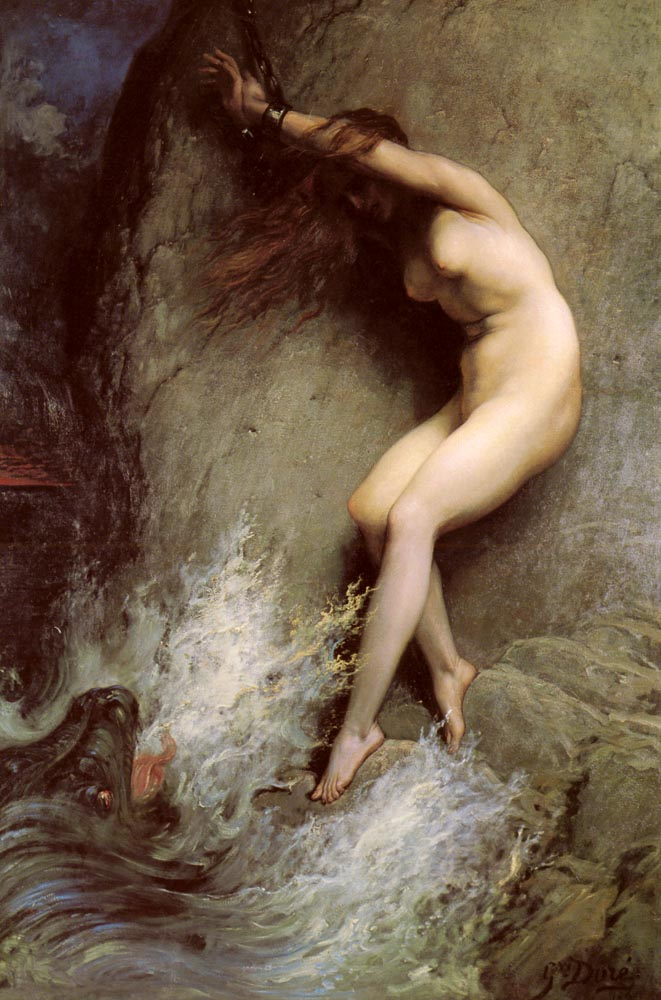
Andromeda pe stânci
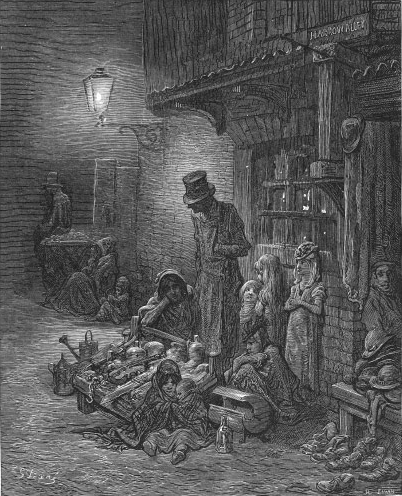
O viață de câine, 1872
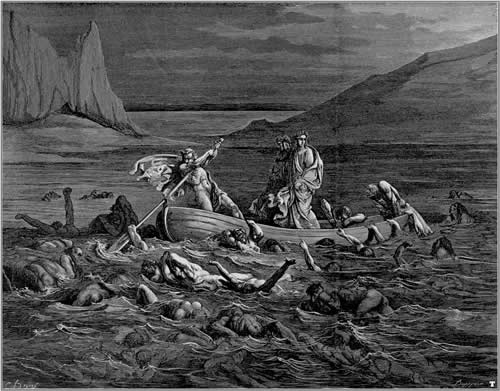
Styx
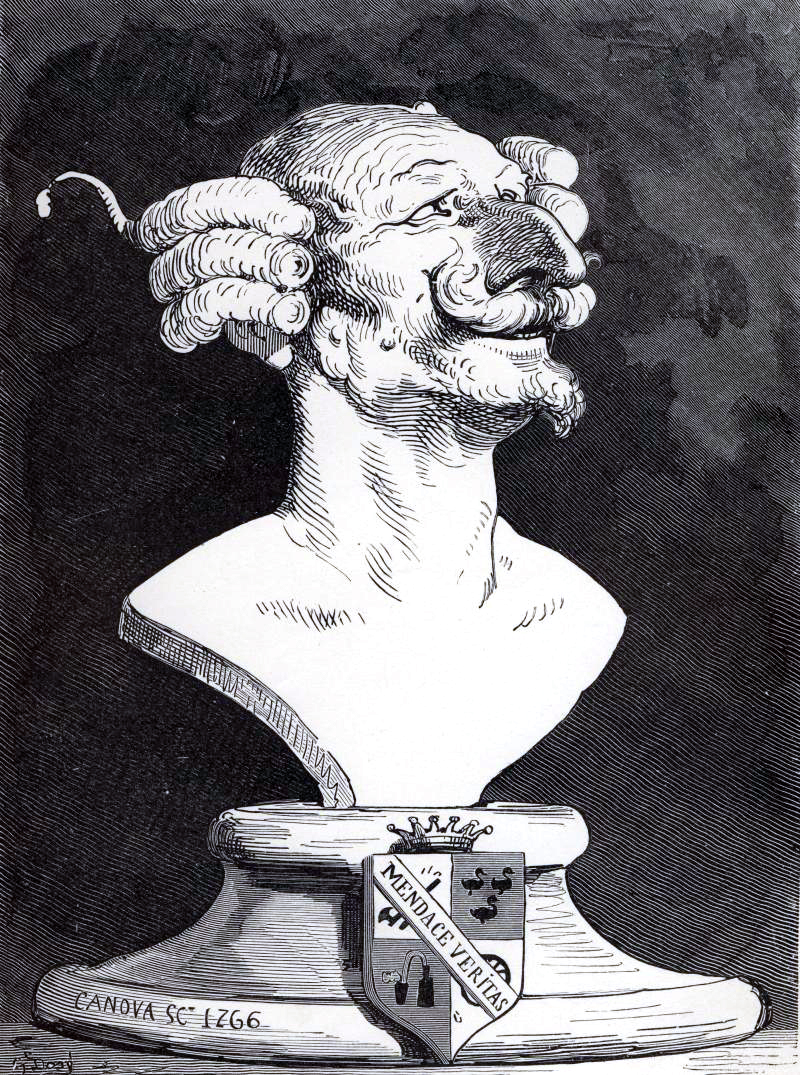
Caricatura baronului Münchhausen
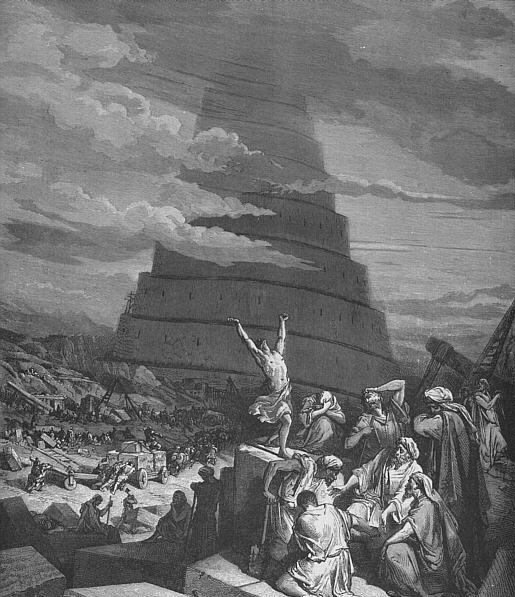
Gălăgie, 1865
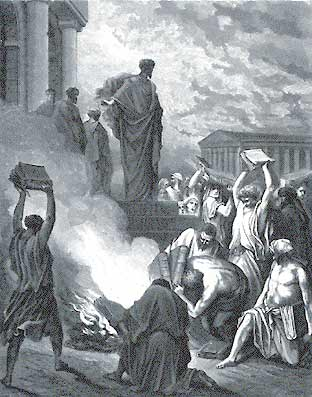
Paul la Efes, aprox. 1866
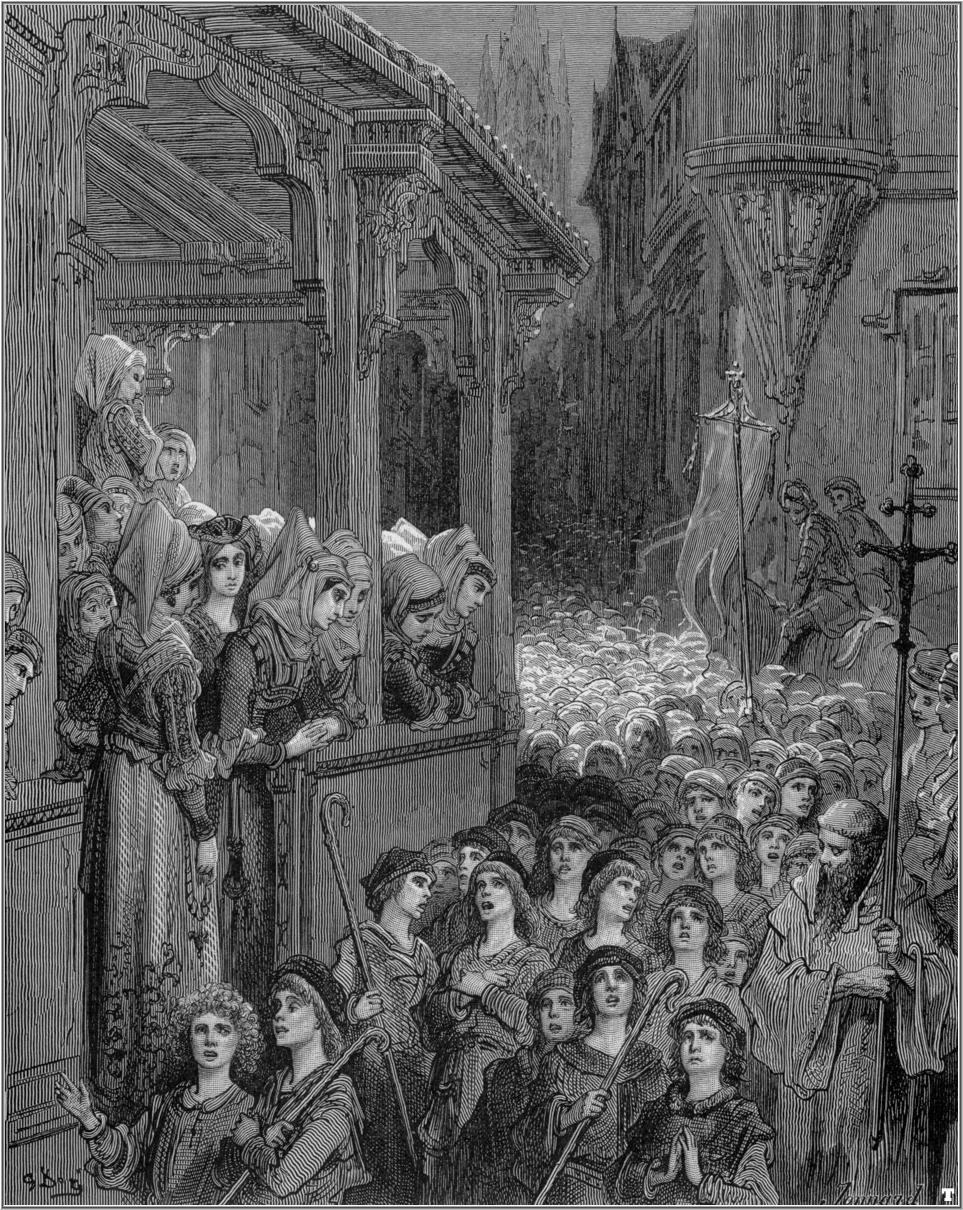
Cruciada copiilor